# Золотий Ключик (печера)
Золотий Ключик (рос. Золотой Ключик) — печера в Архангельській області, на Біломорсько-Кулойському плато європейської півночі Росії. Карстова печера горизонтального типу простягання. Загальна протяжність — 4380 м. Глибина печери становить 10 м. Категорія складності проходження ходів печери — 2А.